# 今枝新流
今枝新流（いまえだしんりゅう）とは、松岡政親が開いた杖術の流派。杖以外に短杖（3尺棒）も伝える。
津山藩士・松岡政親は、父・松岡政弁と秋元仲之より、今枝流（秋元派）を学んだ。松岡政親は今枝流の杖術より新たに杖術と短杖術の技を編み出し、1773年（安永2年）、今枝新流を開き、子孫のみにこれを伝えた。
第5代は松岡（可児）籌吉師範でここまでは松岡家の者が流儀を継承した。